# Djúpavogshreppur
Djúpavogshreppur (IJslands: diepe baai district) is een gemeente in het oosten van IJsland in de regio Austurland. Het heeft 463 inwoners (in 2006) en een oppervlakte van 1.133 km². De enige plaats in de gemeente is de stad Djúpivogur met 365 inwoners (in 2005). De overige inwoners wonen in de ongeveer 40 boerderijen, die verspreid langs de kust liggen. De gemeente ontstond op 1 oktober 1992 door het samenvoegen van de gemeentes Beruneshreppur, Búlandshreppur en Geithellnahreppur. De inwoners leven voornamelijk van de visvangst en het toerisme.

## Ligging
De gemeente ligt langs de zuidoostkust van IJsland. In het noorden grenst de gemeente aan de grote gemeente Fljótsdalshérað met op 146 kilometer het stadje Egilsstaðir als bestuurlijk centrum en belangrijkste plaats in de regio. In het noordoosten ligt de gemeente Breiðdalshreppur. Langs de zuidoostkant van de gemeente ligt de Atlantische Oceaan, met daarin enkele diep landinwaarts lopende fjorden en het voor de kust liggende eiland Papey. In het zuidwesten ligt de gemeente Hornafjörður, met de grote plaats Höfn op ongeveer 60 kilometer afstand. In het noordwesten tot slot, ligt de gemeente Fljótsdalshreppur.

## Verkeer en vervoer
De ringweg loopt door de gehele Djúpavogshreppur, waarbij deze steevast de kust volgt. Aan het einde van de Berufjörður bevindt zich de splitsing naar de Öxi-route. Dit is een populaire, doch onverharde, afkorting naar Egilsstaðir. De overige wegen in de gemeente zijn slechts lokale onverharde wegen naar boerderijen. In Djúpivogur bevindt zich nog een kleine haven, die voornamelijk voor de visserij wordt gebruikt. Van hieruit gaat ook de boot naar het eilandje Papey.

## Geografie

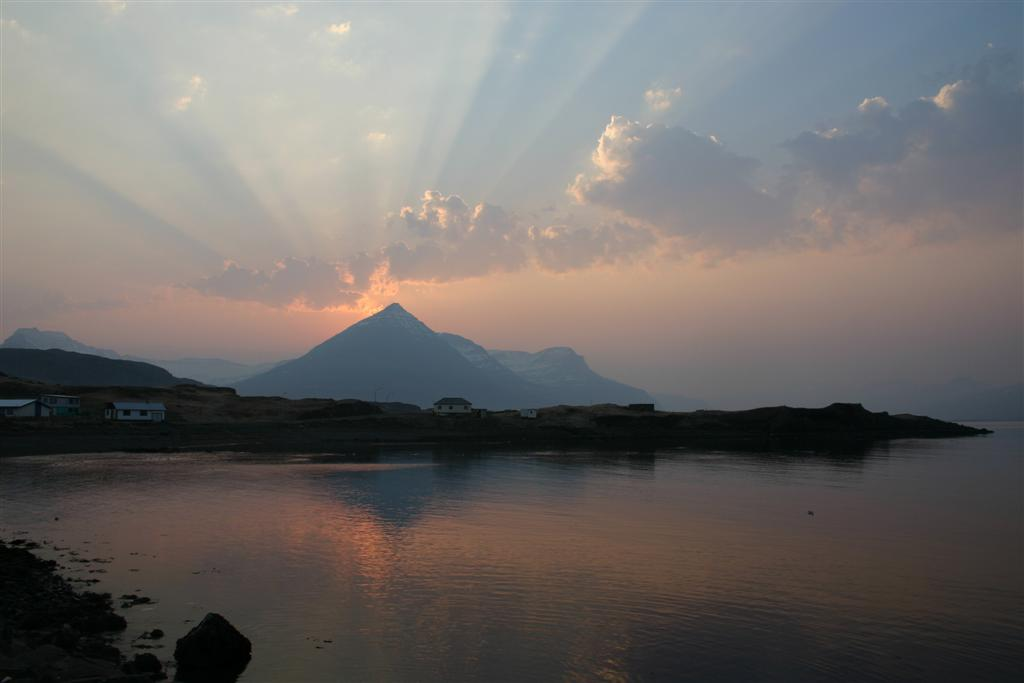
De berg Búlandstindur gezien vanuit Djúpivogur

Het landschap van Djúpavogshreppur bestaat uit berglandschap met enkele 1000 meter hoge bergen, waaronder de opmerkelijke piramidevormige berg Búlandstindur aan de kust. Langs de kust is een smalle strook vruchtbaar land, waar de dorpjes en boerderijen zijn gevestigd. De boerderijen zijn voornamelijk veehouderijen met schapen en soms koeien. Binnen de gemeentegrenzen ligt de voor IJslandse begrippen kleine gletsjer Þrándarjökull. De kuststrook van de gemeente bestaat uit drie fjorden, van noord naar zuid: Berufjörður, Hamarsfjörður en Álftafjörður, waarvan de eerste de grootste is en zo'n 20 kilometer het land insnijdt. De ringweg kronkelt hier helemaal omheen. De Hamarsfjörður en de Álftafjörður zijn twee ondiepe fjorden die door een zandbank gescheiden worden van de Atlantische Oceaan, waardoor ze het kenmerk van een lagune hebben. De Álftafjörður (zwanenfjord) is een verzamelplaats van zwanen. Rondom Djúpivogur liggen veel kleine eilandjes en meertjes, waardoor de omgeving erg in trek is bij vogels.
Ten westen van de Berufjörður ligt de rivier Fossár (watervalriver). In deze rivier bevindt zich de waterval Fossárfoss. De rivier mondt uiteindelijk uit in de Fossárvík, een baai in de Berufjörður.

## Boerderijen
De gemeente telt zo'n 40 boerderijen, welke alle langs de ringweg verspreid liggen. Enkele belangrijke boerderijen van noord naar zuid:
- Kross
- Berunes (met Beruneskirkja)
- Berufjörður (met Berufjarðarkirkja)
- Melrakkanes
- Geithellar
- Múli
- Starmýri

Seyðisfjarðarkaupstaður · Fjarðabyggð · Vopnafjarðarhreppur · Fljótsdalshreppur · Borgarfjarðarhreppur · Breiðdalshreppur · Djúpavogshreppur · Fljótsdalshérað · Hornafjörður